# 龔禄
龔 禄（きょう ろく、生没年不詳）は、中国後漢末期から三国時代の武将。字は徳緒。益州巴西郡安漢県の人。
父親は犍為郡太守の龔諶。弟に鎮軍将軍の龔皦がいる（三国志では龔衡としている）

## 概要
劉備が益州を平定した際に、郡従事・牙門将軍に任命された。建興3年（225年）、越巂太守に任命され、諸葛亮の南征に参戦している。
この当時、同郡出身で広漢太守の姚伷と並んで高い名声を博しており、張嶷とも親しく付き合ったとされる。
その後越巂にて叟族の反乱に会い、斯都の耆帥である李求承に殺害された。享年は31歳だったという。
延熙3年（240年）に後任としてやってきた張嶷は郡内の異民族を平定し服従させるとともに、龔禄を殺害した李求承を懸賞をかけて探し出して逮捕し、長年の悪行を糾弾したのち処刑した。
楊戯の『季漢輔臣賛』では、龔禄・王士は「士気勇壮であった」と評価し、「心映え良く、蜀漢の誉れとなる人物であった」と述べられている。また『華陽国志』「巴志」においては龔禄兄弟を「英気曄然」と称賛している。
弟の龔皦は字を徳光といい、景耀年間(258-263)に領軍となり、鎮軍将軍の位まで上った。